# Chrysosporium kreiselii
Chrysosporium kreiselii är en svampart som beskrevs av Dominik 1965. Chrysosporium kreiselii ingår i släktet Chrysosporium och familjen Onygenaceae.   Inga underarter finns listade i Catalogue of Life.